# Albumy numer jeden w roku 1967 (USA)
Lista najlepiej sprzedających się albumów w Stanach Zjednoczonych w 1967 tworzona przez magazyn Billboard na podstawie Billboard 200.

## Historia notowania
| Data publikacji | Album                                     | Artysta                           |
| --------------- | ----------------------------------------- | --------------------------------- |
| 7 stycznia      | The Monkees                               | The Monkees                       |
| 14 stycznia     | The Monkees                               | The Monkees                       |
| 21 stycznia     | The Monkees                               | The Monkees                       |
| 28 stycznia     | The Monkees                               | The Monkees                       |
| 4 lutego        | The Monkees                               | The Monkees                       |
| 11 lutego       | More of The Monkees                       | The Monkees                       |
| 18 lutego       | More of The Monkees                       | The Monkees                       |
| 25 lutego       | More of The Monkees                       | The Monkees                       |
| 4 marca         | More of The Monkees                       | The Monkees                       |
| 11 marca        | More of The Monkees                       | The Monkees                       |
| 18 marca        | More of The Monkees                       | The Monkees                       |
| 25 marca        | More of The Monkees                       | The Monkees                       |
| 1 kwietnia      | More of The Monkees                       | The Monkees                       |
| 8 kwietnia      | More of The Monkees                       | The Monkees                       |
| 15 kwietnia     | More of The Monkees                       | The Monkees                       |
| 22 kwietnia     | More of The Monkees                       | The Monkees                       |
| 29 kwietnia     | More of The Monkees                       | The Monkees                       |
| 6 maja          | More of The Monkees                       | The Monkees                       |
| 13 maja         | More of The Monkees                       | The Monkees                       |
| 20 maja         | More of The Monkees                       | The Monkees                       |
| 20 maja         | More of The Monkees                       | The Monkees                       |
| 27 maja         | More of The Monkees                       | The Monkees                       |
| 3 czerwca       | More of The Monkees                       | The Monkees                       |
| 10 czerwca      | More of The Monkees                       | The Monkees                       |
| 17 czerwca      | Sounds Like...                            | Herb Alpert and the Tijuana Brass |
| 24 czerwca      | Headquarters                              | The Monkees                       |
| 1 lipca         | Sgt. Pepper’s Lonely Hearts Club Band     | The Beatles                       |
| 8 lipca         | Sgt. Pepper’s Lonely Hearts Club Band     | The Beatles                       |
| 15 lipca        | Sgt. Pepper’s Lonely Hearts Club Band     | The Beatles                       |
| 22 lipca        | Sgt. Pepper’s Lonely Hearts Club Band     | The Beatles                       |
| 29 lipca        | Sgt. Pepper’s Lonely Hearts Club Band     | The Beatles                       |
| 5 sierpnia      | Sgt. Pepper’s Lonely Hearts Club Band     | The Beatles                       |
| 12 sierpnia     | Sgt. Pepper’s Lonely Hearts Club Band     | The Beatles                       |
| 19 sierpnia     | Sgt. Pepper’s Lonely Hearts Club Band     | The Beatles                       |
| 26 sierpnia     | Sgt. Pepper’s Lonely Hearts Club Band     | The Beatles                       |
| 2 września      | Sgt. Pepper’s Lonely Hearts Club Band     | The Beatles                       |
| 9 września      | Sgt. Pepper’s Lonely Hearts Club Band     | The Beatles                       |
| 16 września     | Sgt. Pepper’s Lonely Hearts Club Band     | The Beatles                       |
| 23 września     | Sgt. Pepper’s Lonely Hearts Club Band     | The Beatles                       |
| 30 września     | Sgt. Pepper’s Lonely Hearts Club Band     | The Beatles                       |
| 7 października  | Sgt. Pepper’s Lonely Hearts Club Band     | The Beatles                       |
| 14 października | Ode to Billie Joe                         | Bobbie Gentry                     |
| 21 października | Ode to Billie Joe                         | Bobbie Gentry                     |
| 28 października | Diana Ross and The Supremes Greatest Hits | The Supremes                      |
| 4 listopada     | Diana Ross and The Supremes Greatest Hits | The Supremes                      |
| 11 listopada    | Diana Ross and The Supremes Greatest Hits | The Supremes                      |
| 18 listopada    | Diana Ross and The Supremes Greatest Hits | The Supremes                      |
| 25 listopada    | Diana Ross and The Supremes Greatest Hits | The Supremes                      |
| 2 grudnia       | Pisces, Aquarius, Capricorn & Jones Ltd.  | The Monkees                       |
| 9 grudnia       | Pisces, Aquarius, Capricorn & Jones Ltd.  | The Monkees                       |
| 16 grudnia      | Pisces, Aquarius, Capricorn & Jones Ltd.  | The Monkees                       |
| 23 grudnia      | Pisces, Aquarius, Capricorn & Jones Ltd.  | The Monkees                       |
| 30 grudnia      | Pisces, Aquarius, Capricorn & Jones Ltd.  | The Monkees                       |